# 萊西喬沃

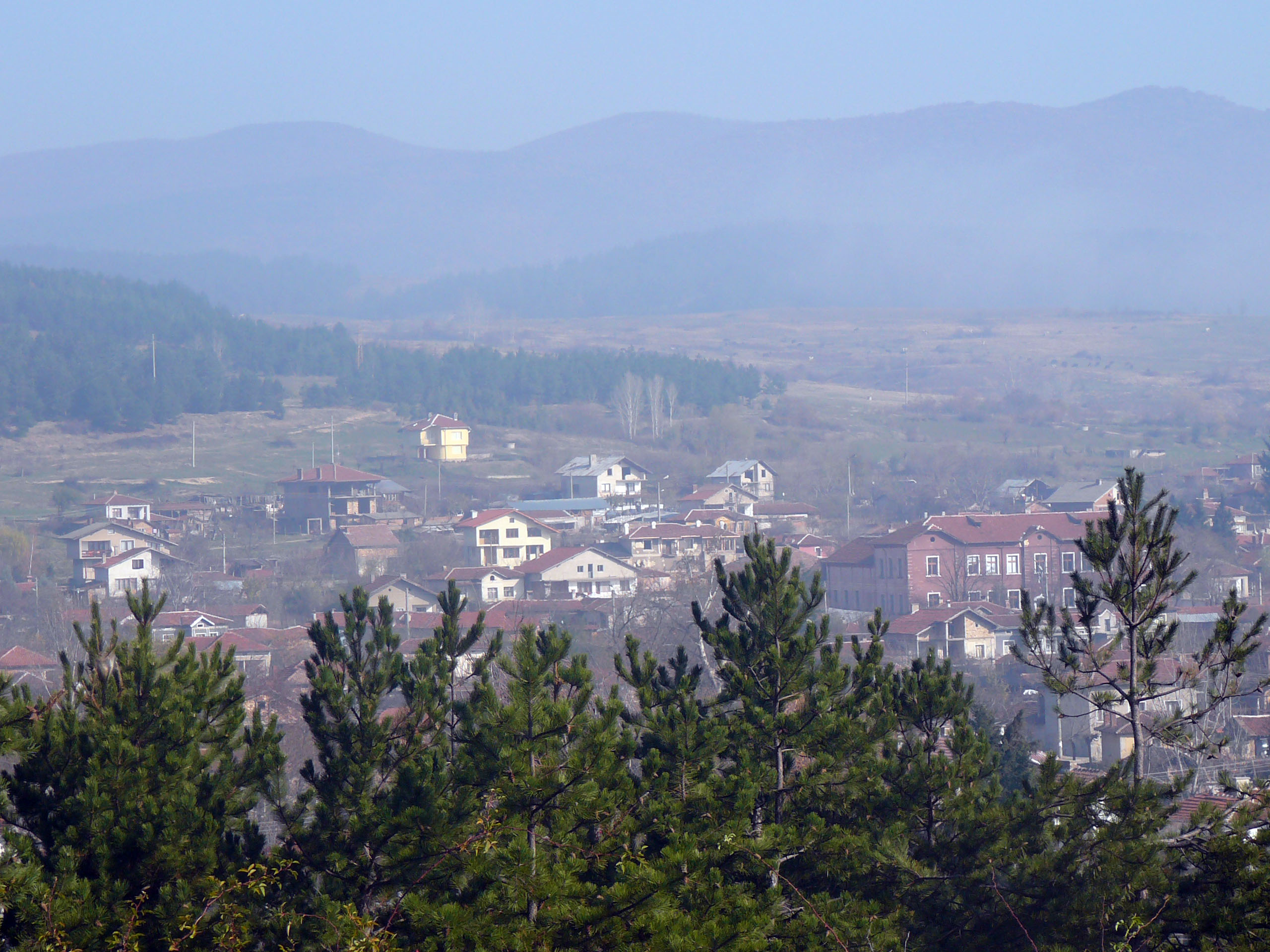

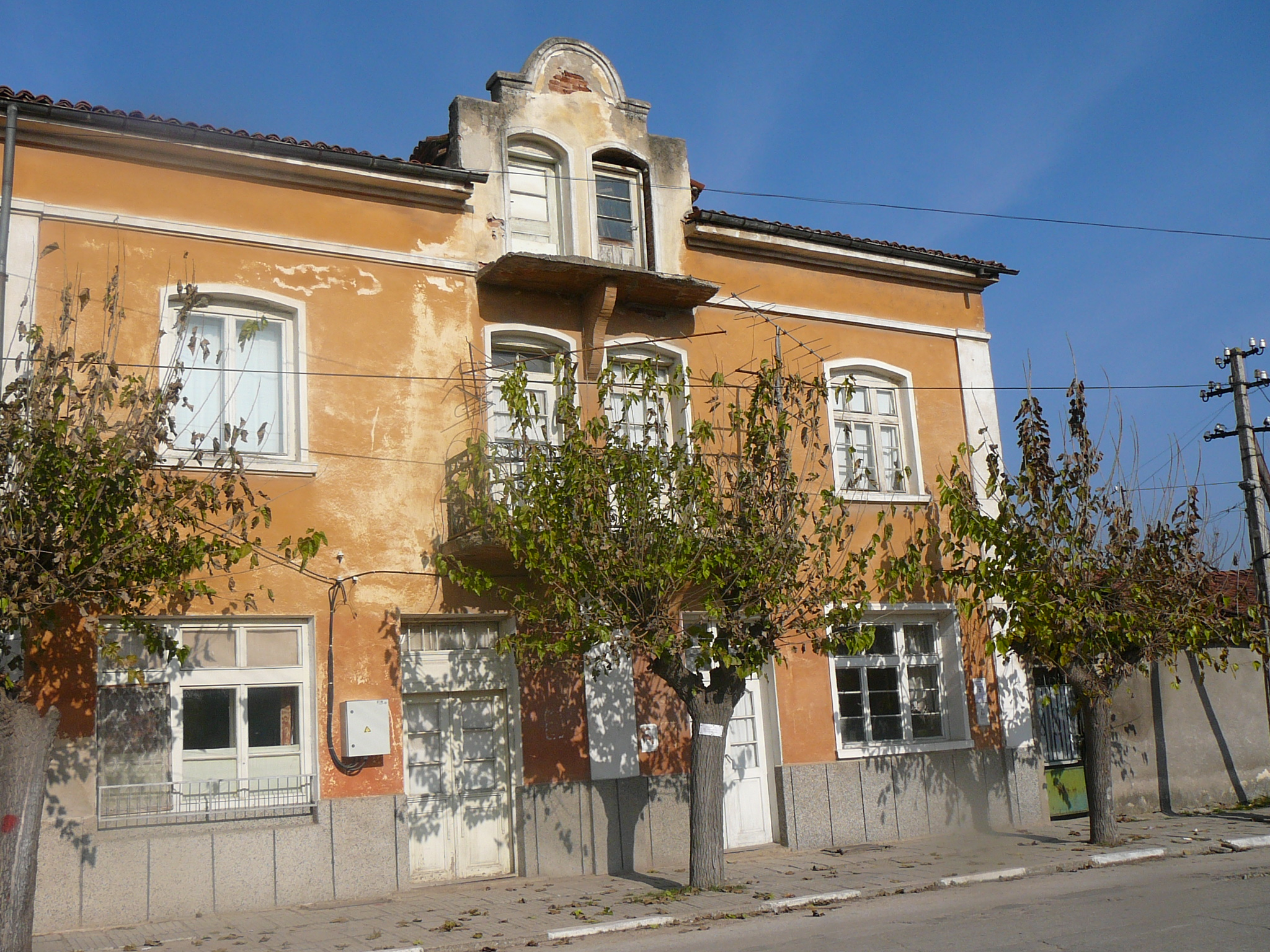

萊西喬沃，是保加利亞西南部帕扎爾吉克州萊西喬沃市鎮的村庄及行政中心，面積59.46平方公里，海拔高度294米，2015年人口852，人口密度每平方公里14.33人。
42°21′N 24°07′E / 42.350°N 24.117°E